# Colin Hunter

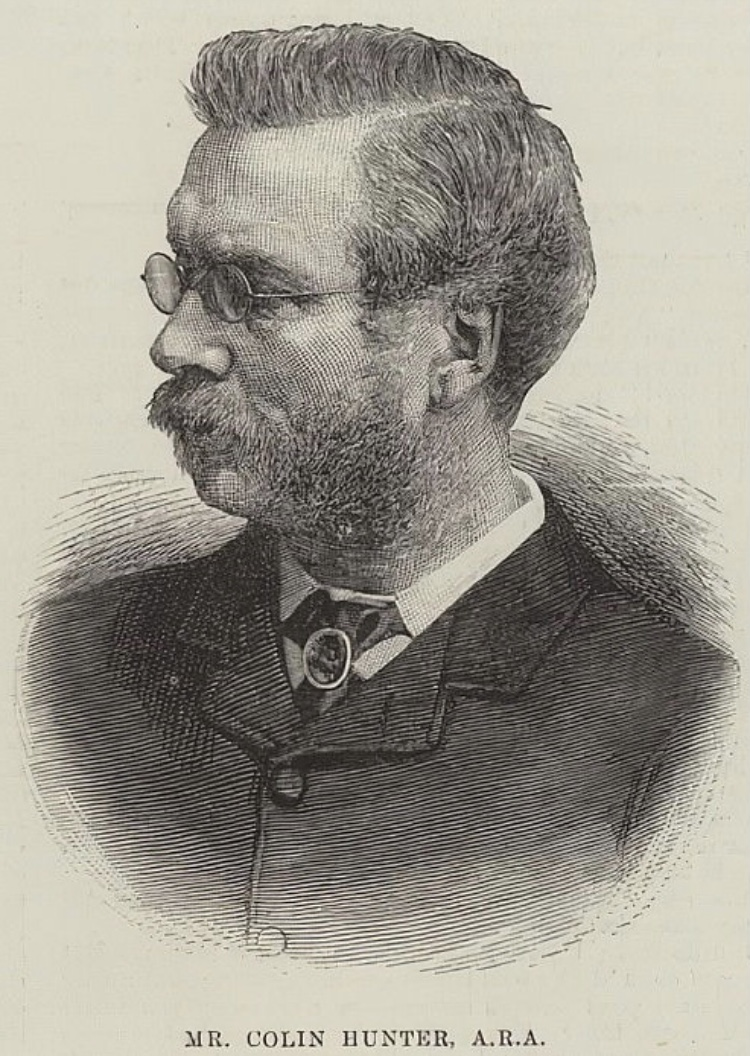
Mr. Colin Hunter, in: The Illustrated London News, 10. Mai 1884

Colin Hunter (* 16. Juli 1841 in Glasgow; † 24. September 1904 in Kensington, London) war ein schottischer Maler und Radierer des viktorianischen Zeitalters. Er spezialisierte sich auf Seestücke und Fischerszenen.

## Leben
Colin Hunter wurde 1841 in Glasgow geboren. Seine Familie zog um 1844 nach Helensburgh, wo sein Vater Buchhändler und Postmeister wurde. Nach einer Ausbildung zum Schreiber in Glasgow wandte er sich der Kunst zu und lernte zunächst bei Milne Donald Landschaftsmalerei. Später verbrachte er einige Monate im Atelier von Léon Bonnat in Paris. Ab 1868 stellte er kontinuierlich aus und wurde 1884 Associate Member der Royal Academy of Arts. Von 1876 bis zu seinem Tod lebte er in einem großen Atelierhaus in der Melbury Road in Kensington, umgeben von anderen erfolgreichen Malern wie Lord Leighton, George Frederic Watts und Luke Fildes. Er heiratete 1873 in Glasgow Isabella Young. Das Paar hatte vier Kinder, darunter den Künstler John Young Hunter. Hunter starb 1904 in seinem Haus in der Melbury Road.

## Werk

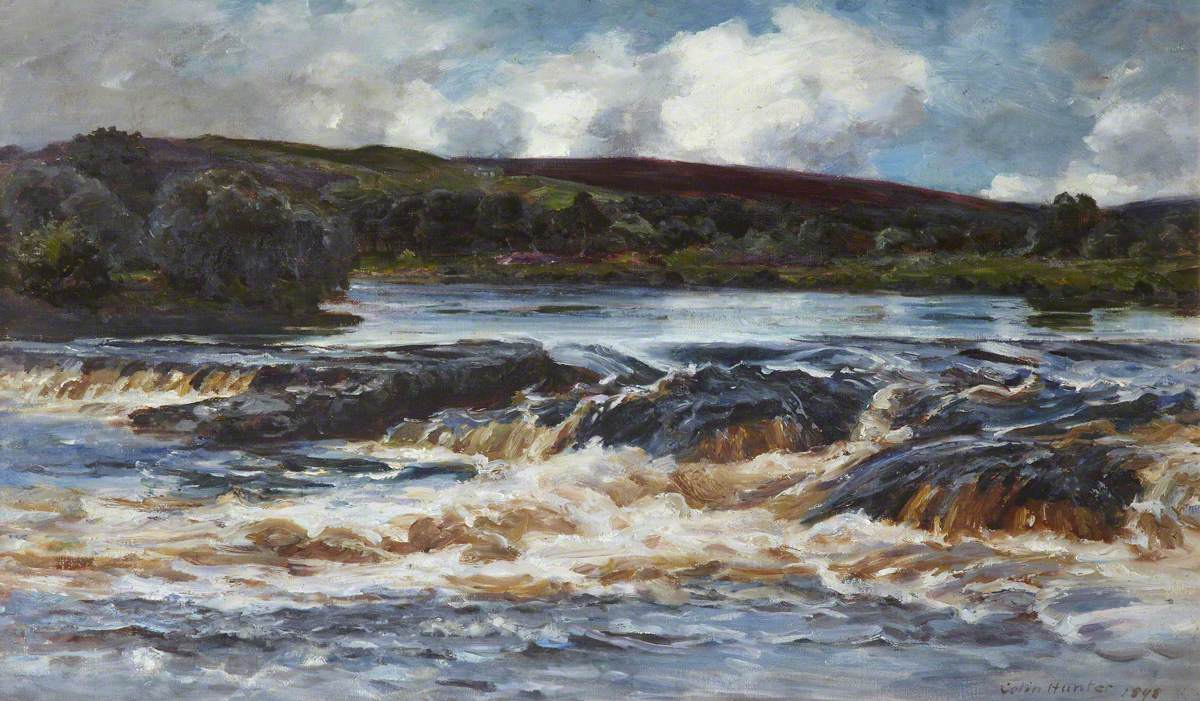
Colin Hunter: Highland Waterfall, 1898. Kirkcaldy Galleries, Fife, Schottland

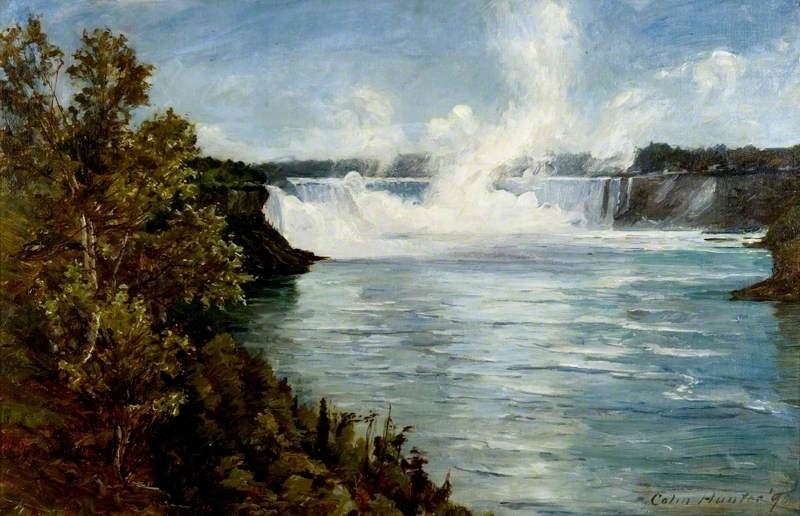
Colin Hunte: Falls of Niagara, 1890. Glasgow Museums Resource Centre

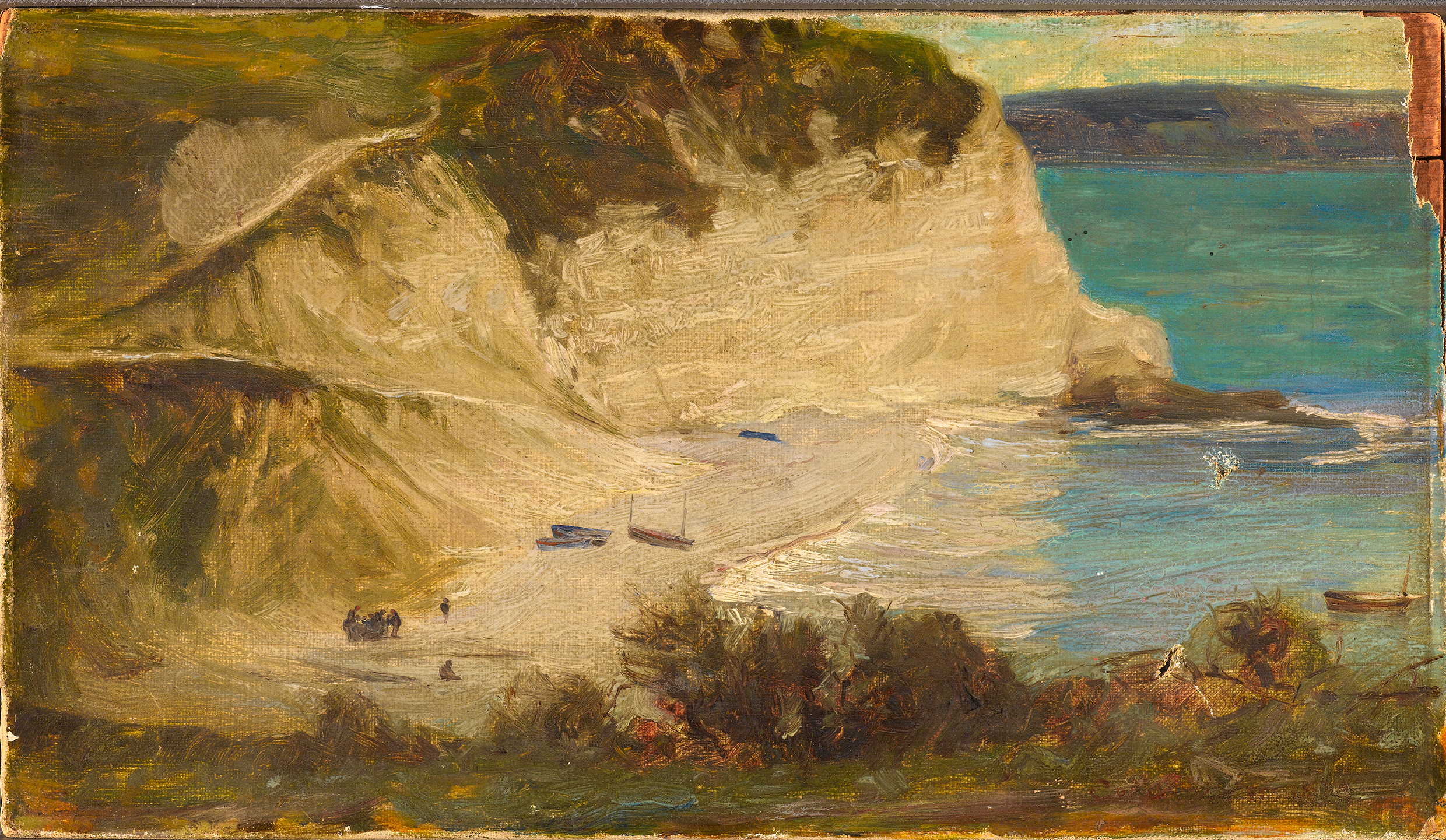
Beer von Colin Hunter. Royal Albert Memorial Museum & Art Gallery – Beer ist ein Küstendorf im Osten von Devon

Colin Hunter ist bekannt für dramatischen Seestücke, Küstenansichten und Bilder von Fischern bei der Arbeit. Häufige Motive sind das Einholen der Netze, sturmumtoste Küsten oder idyllische Fischerboote bei Sonnenuntergang. Sein Stil kombiniert realistische Details mit stimmungsvoller Lichtführung, die aus seiner Arbeit en plein air resultiert. In den 1860er Jahren wandten sich seine frühen Landschaften dem Meer zu; er fertigte auch zahlreiche Radierungen wie The Mussel Gatherers oder Lobster Fishers. Er präsentierte Taking in the Nets beispielsweise erstmals 1868 in der Royal Academy. Colin Hunter war Mitglied zahlreicher Kunstinstitutionen: Royal Academy (ARA), Royal Society of Water‑Colourists (RSW), Royal Institute of Oil Painters (RIO) und Royal Society of Painter‑Etchers (RE).